# Techtronic Industries
Techtronic Industries Co. Ltd. (TTI, chinesisch 創科實業有限公司, kurz 創科實業) ist eine chinesische Unternehmensgruppe, die vor allem Elektrowerkzeuge für den Heimwerker- und Profi-Baubereich, sowie Elektro-Haushaltsgeräte entwickelt, konstruiert, produziert und vermarktet. Der Hauptsitz von TTI befindet sich in Hongkong. TTI ist, hinter Black & Decker und Bosch, der weltweit drittgrößte Hersteller der Branche. Die TTI-Aktie ist seit Dezember 1990 an der Börse von Hongkong (HKEx) gelistet, sowie über das ADR Level 1 Programme in den USA handelbar.
Anfänglich war TTI lediglich Auftragshersteller von Akkus und batteriebetriebenen Geräten für die preisgünstigen Handelsmarken von großen US-Handelsketten (z. B. für Sears, Roebuck & Co.). Später erwarb TTI zusätzlich die Rechte an mehreren renommierten Marken, verlagerte aber aus Kostengründen anschließend deren Produktion weitgehend auf das chinesische Festland (Perlflussdelta).

## Leitung
Gegründet wurde das Unternehmen im Mai 1985 von Horst Julius Pudwill (zuvor seit den 1970er Jahren Verkaufs- und Marketingrepräsentant für VW in Asien) und dem Chinesen Roy Chi Ping Chung. Horst Pudwill war bis Ende 2007 sowohl CEO als auch Chairman. Seit Januar 2008 sind beide Ämter getrennt: Horst Pudwill bleibt Chairman, neuer CEO ist Joseph Galli junior.

## Struktur
Die Geschäfte von Techtronic Industries sind in zwei thematische Bereiche aufgeteilt:
- Power Equipment (Elektrowerkzeuge, inkl. Gartengeräte): Umsatz (2017) 5,1 Milliarden US$, entsprechend 84,7 % des Gesamtumsatzes
- Floor Care (Bodenreinigungsgeräte): Umsatz (2017) 0,9 Mrd. US$; Anteil 15,3 %

## Kennzahlen
- Umsatz 2017: 6,064 Milliarden US-Dollar, davon entfallen 76,3 Prozent auf Nordamerika, auf Europa 15,2 Prozent, 8,5 Prozent auf andere Gebiete.
- Mitarbeiter: über 22.000 (v. a. in China)

## Marken
- AEG (AEG Electric Tools GmbH, Hauptsitz: Winnenden bei Stuttgart); eine der Restgesellschaften des ehemaligen AEG-Konzerns, zum Jahresanfang 2005 gemeinsam mit Milwaukee (siehe unten) vom Voreigentümer Atlas Copco übernommen; zuvor firmierend als A&M Elektrowerkzeuge GmbH (A steht für AEG, M für Milwaukee), Hilden: weltweit beschäftigt das Unternehmen über 1100 Mitarbeiter in der Produktion und im eigenen Vertrieb. In Winnenden sind noch rund 450 von ehemals über 2000 Arbeitsplätzen erhalten; dort ist die Entwicklungsabteilung angesiedelt und werden vor allem noch Bohrhämmer produziert, auch unter der Marke Milwaukee. Der Großteil der sonstigen Produktion (bekannt sind vor allem die AEG-Bohrmaschinen) wurde jedoch nach China verlagert. Weitere europäische Produktionsstätten befinden sich in Nýřany in Tschechien.

- Milwaukee (Milwaukee Electric Tool Corporation, Hauptsitz Brookfield (Wisconsin), USA): 1924 von dem früheren NCR-Angestellten Albert F. Siebert (1879–1960) aus den Resten der durch einen Großbrand insolvent gewordenen A.H. Petersen Manufacturing Company in Milwaukee (US-Bundesstaat Wisconsin) gegründet. Die Milwaukee Electric Tool Corporation hat rund 4500 Mitarbeiter[4] und weltweit zahlreiche Produktionsstätten. Zusammen mit der AEG-Elektrowerkzeugsparte im Januar 2005 der Atlas Copco abgekauft.

- Ryobi Group: japanischer Maschinen- und Gerätehersteller (Aludruckgusserzeugnisse, Elektrowerkzeuge, Garten-Elektrogeräte, Baubeschläge, Druckmaschinen); gegründet 1943, mit etwa 5800 Mitarbeitern und einem Umsatz von 184,72 Milliarden Yen (rund 1,2 Milliarden Euro), größter Akku-Werkzeughersteller der Welt. Schrittweise Übernahme durch TTI seit 2000.

- Homelite (Sitz: Anderson (South Carolina), USA): gegründet 1921 von Charles H. Ferguson in Port Chester, US-Bundesstaat New York, unter dem Namen Home Electric Lighting Company. Produziert v. a. elektrische Gartengeräte (Laubsauger, Freischneider, Rasentrimmer, Kettensägen, Hochdruckreiniger etc.). Übernommen 2001.
- Stiletto (Stiletto Tool Company, Sitz: Winton (Kalifornien), USA): produziert überwiegend mechanische Hämmer, darunter solche aus Titan. Übernahme durch TTI 2007.
- Hoover USA (Sitz: ehemals North Canton (Ohio), seit Übernahme in Glenwillow (Ohio), USA): produziert Bodenreinigungsgeräte, gegründet 1908 von W. H. Hoover und Murray Spangler. TTI übernahm die US-Sparte von Hoover (mit Markenrechten für Nord- und Südamerika, den größten Teil des Mittleren Ostens, ganz Afrika, sowie den größten Teil Asiens) zum 1. Januar 2007 von dem Unternehmen Whirlpool Corporation. Die Rechte in Europa und den Mittelmeer-Anrainerstaaten hält weiter die italienische Candy-Gruppe. Umsatz rund 600 Millionen US-Dollar. Rund 3.000 Mitarbeiter.

- Dirt Devil (Bodenreinigungsgeräte), Royal (Bodenreinigungsgeräte), Regina, Vax (Bodenreinigungsgeräte), Second Nature, Nomad, Medisana (Blutdruckmessgeräte u. a.): Vax wurde 1999 aufgekauft, die Übernahme von Dirt Devil und Royal (Royal Appliance Mfg. Co.) erfolgte 2003. Die genannten Marken bilden zusammen mit Hoover USA die Sparte TTI Floor Care.
- DreBo (DreBo Werkzeugfabrik GmbH, Altshausen, Baden-Württemberg) ist einer der führenden Hersteller von hartmetallbestückten Werkzeugen für die Gesteins- und Betonbearbeitung, u. a. mit Hartmetallbohrer, Hammerbohrer, Bohrkronen und Lochsägen. Gegründet 1979, von TTI übernommen im Januar 2005 (zusammen mit AEG und Milwaukee).
- Jointventure mit der Würth-Gruppe, 74653 Künzelsau-Gaisbach[5]

Die Produkte werden außer unter den genannten Marken auch unter zahlreichen Handelsmarken (z. B. für The Home Depot) und selbst für einige Marken konkurrierender Unternehmen hergestellt.